# Bilheteria
Bilheteria (português brasileiro) ou bilheteira (português europeu) é um lugar onde se vendem bilhetes ao público para ingresso em um evento. Nela, os adquirentes podem realizar a transação através de um balcão, através de um orifício na parede, por uma janela ou em um portão.

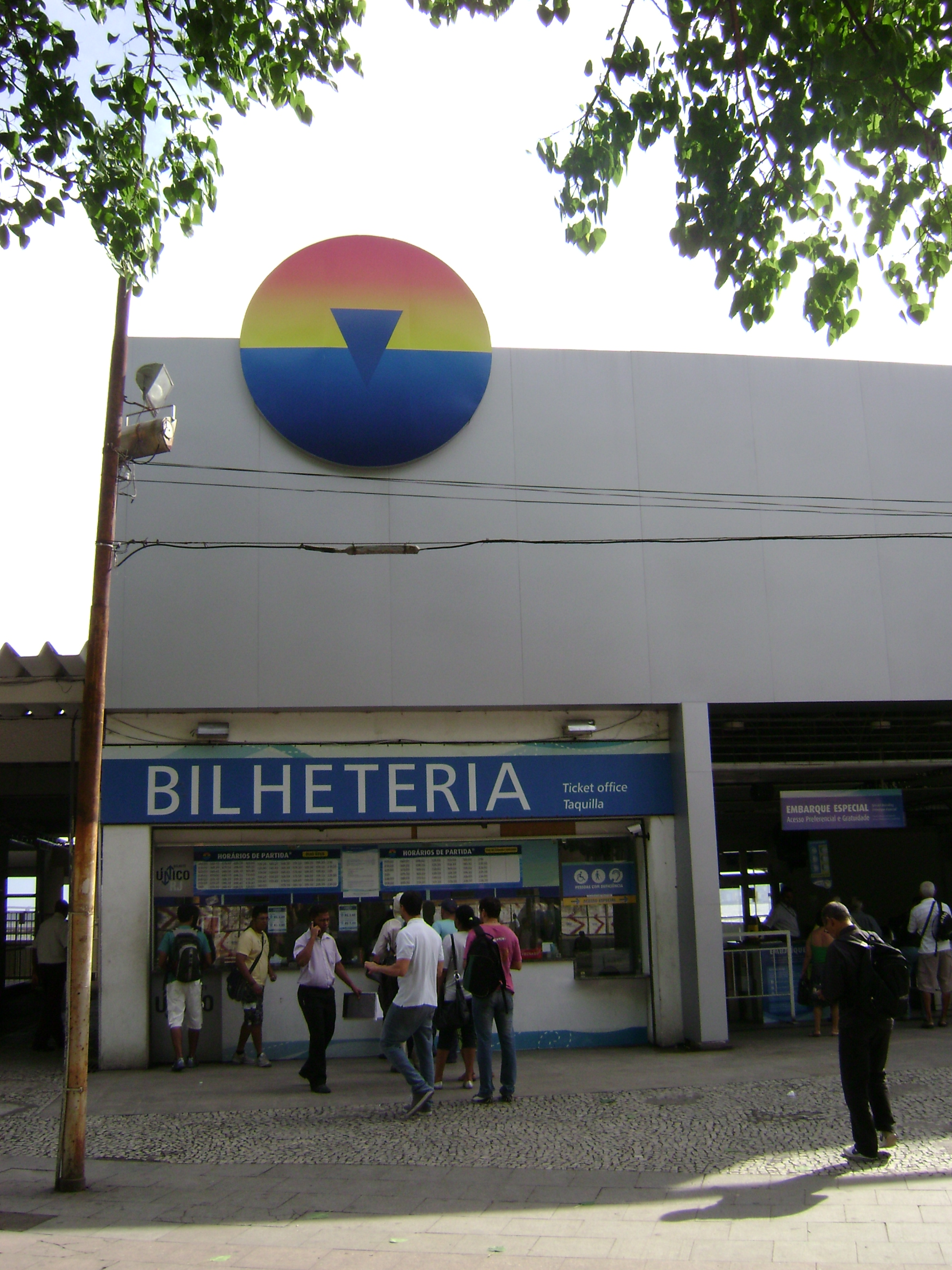
Bilheteria das Barcas S/A, no Rio de Janeiro.

Por extensão, no contexto da indústria cinematográfica e de entretenimento em geral, o termo é usado como referência à quantia recebida por determinado filme, produção teatral ou artística em geral em função da frequência aos eventos com entrada paga. Nesse sentido, além da quantia em dinheiro, também se pode fazer referência à quantidade de bilhetes vendidos, oferecendo mais um critério para a avaliação do sucesso ou não de determinada produção.

## Uso
Há queixas  de que a indústria cinematográfica se concentra no lucro e diminui a atenção dada ao cinema enquanto forma de realização artística. No entanto, o sucesso de bilheteria influencia decididamente a produção e o financiamento de trabalhos futuros.[carece de fontes?]
Em dezembro de 2009, com sua aquisição pela Nielsen EDI por 15 milhões de dólares, a empresa de medição Rentrak tornou-se a única fornecedora de dados mundiais de bilheteria e frequência a salas de cinema. Há vários websites que monitoram valores de bilheteria, tais como Boxoffice, Box Office India, Box Office Mojo, Koimoi, ShowBIZ Data e The Numbers.
Para determinar se determinado filme teve lucro ou prejuízo, não é correto fazer a comparação direta entre o valor bruto de bilheteria e o custo, dentro da previsão ou não, no orçamento da produção, porque os exibidores ficam na média com valor considerável do valor, que varia de filme a filme, com a porcentagem do distribuidor sendo maior nas primeiras semanas de exibição. Também é comum que o distribuidor receba uma porcentagem do rendimento bruto ou uma porcentagem maior do rendimento, após retirar determinado valor inicial, o que for maior.

## Terminologia (América do Norte)
A seguinte terminologia é utilizada pela Box Office Mojo:
- Para filmes lançados na América do Norte, o termo doméstico refere-se aos Estados Unidos e ao Canadá e o termo estrangeiro refere-se a todos os demais países.
- Bilheteria semanal[6] é o valor auferido da sexta-feira de uma semana à quinta-feira da semana seguinte, considerando o fato de que nesses dois países, a maioria dos filmes é lançada às sextas-feiras. Componente relevante desse conceito é a bilheteria de fim de semana,[7] definida como o valor auferido da sexta-feira ao domingo.
- Frequentemente se faz referência à primeira semana de exibição como semana de estreia.[8]

## Galeria

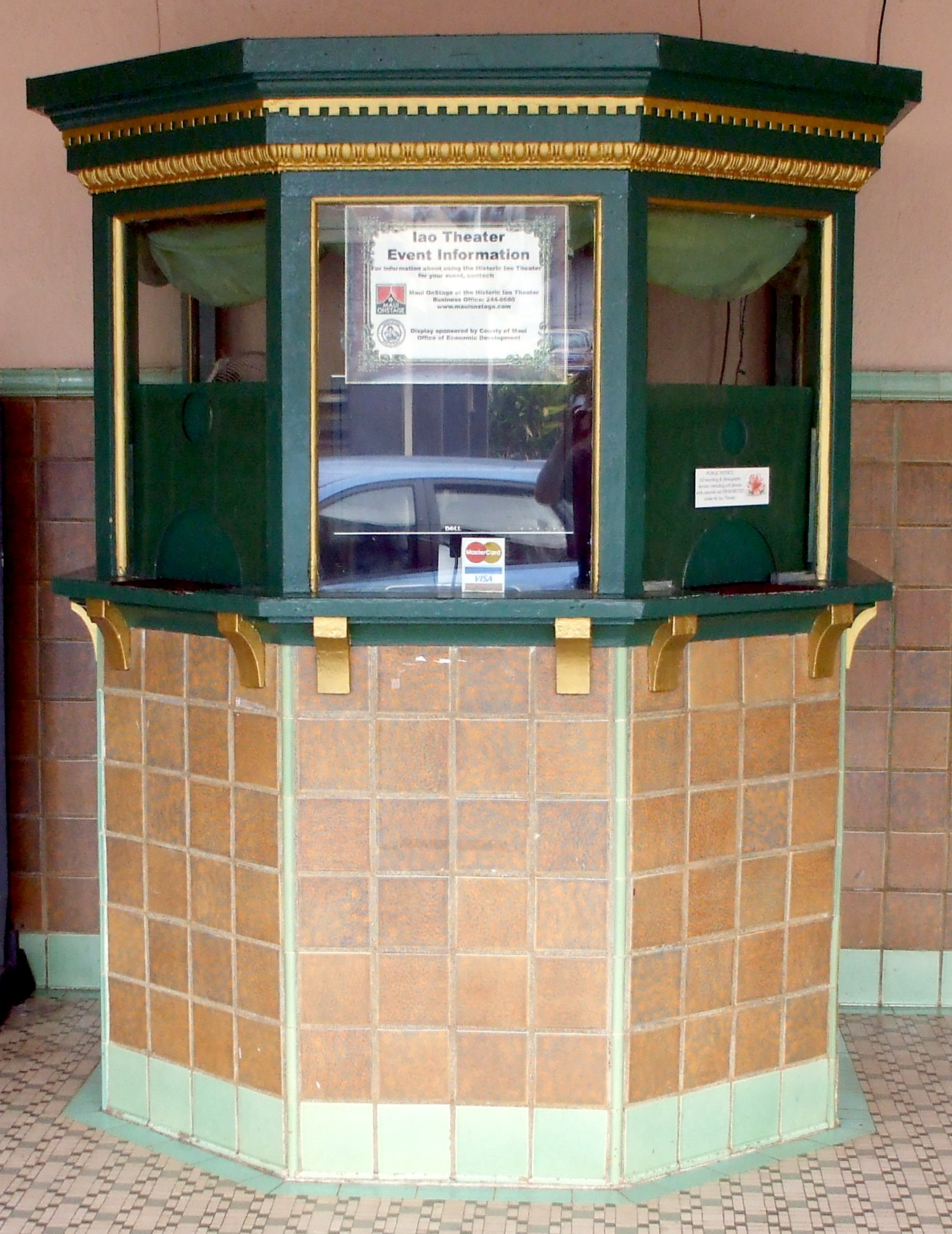
Bilheteria no Iao Theater, em Maui, Havaí, Estados Unidos.
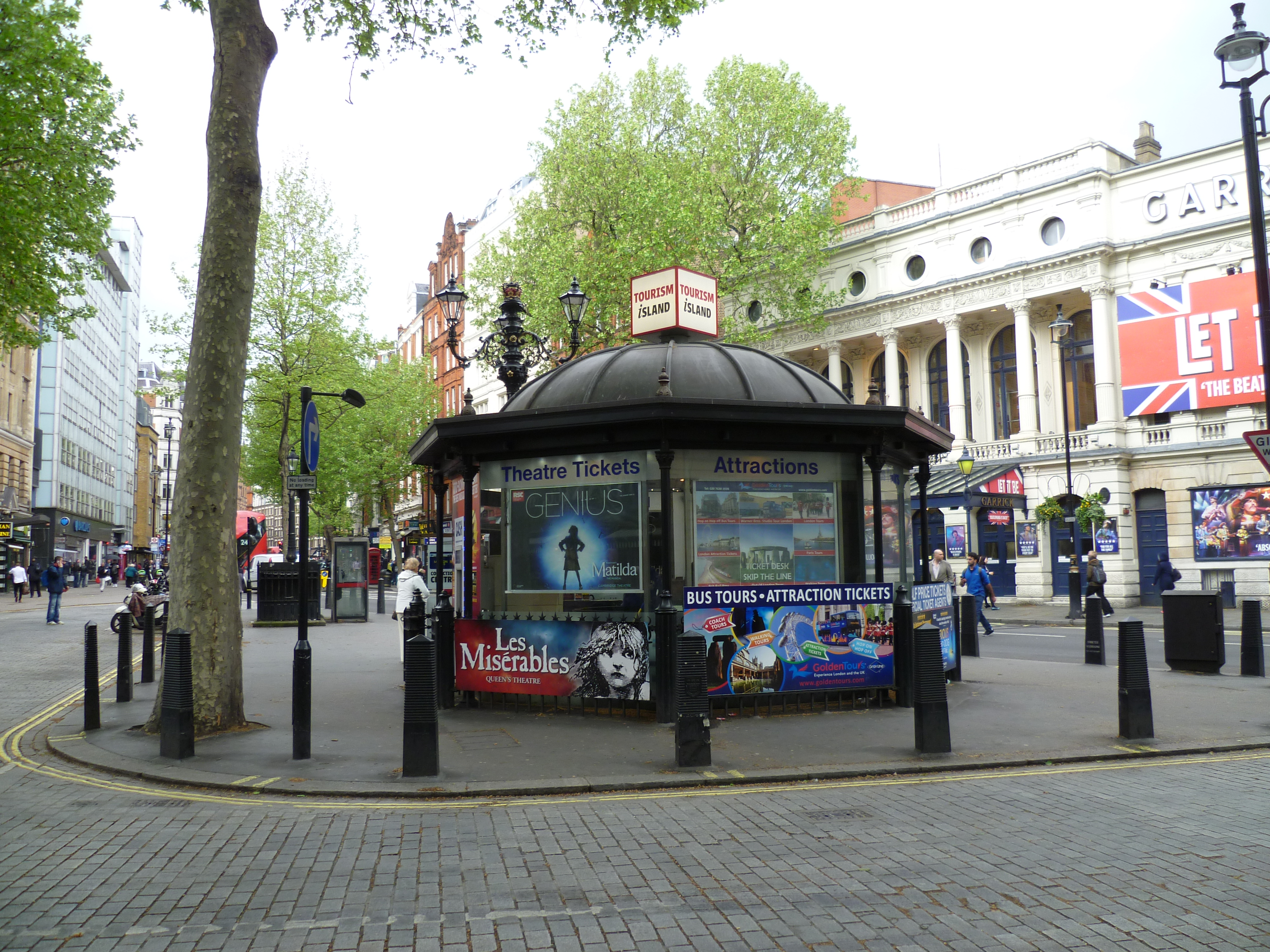
Bilheteria em Charing Cross Road, do lado oposto ao Garrick Theatre, em Londres, no Reino Unido.